# Пишеце
Пишеце (словен. Pišece) — поселення в общині Брежиці, Споднєпосавський регіон, Словенія. Висота над рівнем моря: 231,7 м.
Пишецький замок — середньовічний замок на північний захід від головного поселення. Він був побудований у XIII столітті з доповненнями XVI-го століття. Був важливою ланкою в обороні проти  османських набігів у XV-му і XVI-му столітті. 